# Березники (Кезький район)
Березники́ (рос. Березники) — присілок в Кезькому районі Удмуртії, Росія.
Населення — 15 осіб (2010; 26 в 2002).
Національний склад станом на 2002 рік:
- удмурти — 92 %

Урбаноніми:
- вулиці — Березова, Трактова